# Малаклипс Младший
Грегори Хилл (21 мая 1941 — 20 июля 2000), более известный под псевдонимом Малаклипс Младший, был американским писателем. Он был одним из двух основных авторов Принципии Дискордии, наряду с Керри Торнли (он же лорд Омар Хайям Равенхерст). Он также был изображен в качестве персонажа в романа «Иллюминатус!» (1975). В первые годы распространения Принципии Дискордии слухи доносили, что автором книги был Ричард Никсон, Тимоти Лири или Роберт Антон Уилсон; или что книга и Малаклипс Младший были выдумкой Роберта Антона Уилсона, как «Некрономикон» Абдула Альхазреда.

## Биография
Грегори Х. Хилл родился в Калифорнии в среду 21 мая 1941 года. В молодости он работал в компании Western Union в районе Уиттиер, Южная Калифорния.
Примерно в 1958 или 1959 году, будучи еще подростком, он, Керри Торнли и другие люди из их окружения начали работать над дискордианской религией.
В 1965 году было напечатано первое издание Принципии Дискордии, предположительно в пяти экземплярах. Самым известным изданием стало четвертое.
Хилл провел большую часть своей жизни, работая в Bank of America в качестве программиста, и переехал в район залива Сан-Франциско. По всей видимости, он бывал там и в детстве.
Роберт Антон Уилсон в лекции «Я в Треугольнике», прочитанной в 1990 году, заявил, что Грег Хилл в то время был руководителем крупного компьютерного центра, принадлежащего одному из крупнейших банков США.
Хилл был разработчиком одной из ранних видеоигр, писал о компьютерах, в том числе редактировал информационный бюллетень, ориентированный на компьютеры. Он также опубликовал статью, в которой предложил использовать компьютер для передачи сигналов для дистанционного управления роботами.
Он был женат на Жанетте; позже они разошлись и, возможно, развелись.
Грег Хилл умер в районе залива Сан-Франциско в Калифорнии 20 июля 2000 года. Он был курильщиком, умер от рака.
В 1994 году он и Омар Хайям Равенхерст были посвящены в Орден Ананаса.
Грег Хилл описывал Мал-2 как посланного в него Эридой духа, который помогал ему писать Принципию Дискордию в течение десяти лет в его ранней взрослой жизни. В интервью, включенном в четвертое издание Принципии Дискордии, говорится, что Мал-2 ушел, как только книга была закончена. Хилл утверждал, что Мал-2 вернулся, чтобы оставить пятое и последнее издание, состоящее исключительно из телеграфного бланка Western Union, заполненного буквой «М». Грег Хилл также утверждал, что у него был доступ к бланкам Western Union, когда он там работал.

## Principia Discordia
В 2006 году преподобный доктор Джон Свейби утверждал, что копия первого издания Принципии Дискордии была обнаружена в коллекции документов об убийстве президента Джона Кеннеди в Национальном архиве, что доказывает, что Малаклипс Младший — это Грегори Хилл.
Обладая многими титулами, включая «Всеблагой Полипапа Девственности в Золоте», его истинное положение и личность в эридианской религии полностью неизвестны. Он часто упоминается в Принципии Дискордии, ему приписывают отправку телеграмм Богу из Небесной гостиницы и отрицание пользы молитвы.
О Малаклипсе Старшем, в честь кого назван Мал-2, известно очень мало. В Принципии Дискордии лишь упоминается, что он был «непророком» и что его приняли за прорицателя, когда он нес табличку с надписью «НЕМОЙ».

## Иллюминатус!
Малаклипс Младший также появляется в трилогии «Иллюминатус!» Роберта Ши и Роберта Антона Уилсона. Согласно «Иллюминатусу!», он основал Заговор Нортона, а затем покинул его, чтобы присоединиться к крайне эзотерическому Эридийскому Фронту Освобождения. Персонаж доктора Игнотума П. Игноциуса говорит, что последнее, что написал Мал-2 перед уходом в ЭФО, было: «Все понимают Микки Мауса. Немногие понимают Германа Гессе. Почти никто не понимает Альберта Эйнштейна. И никто не понимает императора Нортона». Это лозунг Загавора Джошуа Нортона в Сан-Франциско.
Малаклипс Старший играет еще большую роль в романе «Иллюминатус!». Фактически, он является важным персонажем книги, меняющим форму, представляясь то Жан-Полем Сартром, то Билли Грэмом, то дьяволом. По словам самого Малаклипса Старшего, он — античный эридианский жрец (который также был готов служить Гермесу, Дионису, Гераклу, Афродите, Афине и Гере), достигший «трансцендентального озарения» во время резни в Милосе после Пелопоннесской войны. Как повествует сюжет, иллюминаты верят, что смерть высвобождает определенную форму энергии, при достаточном количестве смертей и наличии человека, намеренного завладеть этой энергией, человек может превратиться в бессмертное, нематериальное существо. Малаклипс Старший также выдавал себя за Иисуса после того, как Иисус был распят. В облике Иисуса он представил Бинго, но попросил Луку не записывать это.